# Фей, Эми
Э́ми Фей (англ. Amy Fay; 21 мая 1844, Байю-Гула, ныне в составе города Уайт-Касл, штат Луизиана — 28 февраля 1928) — американская пианистка.
Начала учиться музыке дома под руководством матери, а после её смерти — у старших сестёр. По настоянию старшей сестры Мелузины отправилась для более серьёзного музыкального образования в Бостон, где училась у Дж. Н. Пейна, Отто Дрезеля и Яна Пыховского. В 1869 г. продолжила обучение в Европе, на протяжении шести лет сменив четырёх учителей: сперва занималась у Карла Таузига, затем у Теодора Куллака, Ференца Листа и наконец у Людвига Деппе. Всё это время Фей писала сестре письма, описывая характеры и педагогические методы своих наставников, а также встречи с другими музыкантами (в том числе Кларой Шуман, Йозефом Иоахимом, Рихардом Вагнером, Гансом фон Бюловом), концертную жизнь, местные нравы. Собрав эти письма, Мелузина Фей подготовила их к публикации: журнальный вариант появился в 1874 году в Atlantic Monthly, отдельное издание вышло в 1880 году под названием «Обучение музыке в Германии» (англ. Music Study in Germany) и выдержало более 30 переизданий, а также переводы на французский (с предисловием Венсана д’Энди) и немецкий языки. Эта книга стала наиболее заметным вкладом Фей в музыкальную культуру США.
По возвращении в США Фей работала и концертировала в Бостоне (1876—1878), Чикаго (1878—1890) и Нью-Йорке (1890—1919), в том числе с оркестром Теодора Томаса, который затем женился на её сестре Роуз, а ещё позднее вместе с их братом Норманом, предпринимателем и меценатом, основал Чикагский симфонический оркестр. Страдая от нервозности перед выступлениями, Фей изобрела жанр «фортепианных бесед», предваряя каждую исполняемую пьесу рассказом о ней. В чикагский период занималась педагогической работой, практикуя и пропагандируя метод своего последнего учителя Деппе; среди учеников Фей, в частности, Джон Олден Карпентер. Она также сотрудничала как музыкальный критик с ведущими американскими музыкальными изданиями, выступая, помимо прочего, как защитник профессиональной состоятельности женщин-музыкантов. В 1903—1914 гг. возглавляла основанное её сестрой Мелузиной Нью-Йоркское женское филармоническое общество.